# António Pinto
António Coelho (António) Pinto (Vila Garcia (bij Amarante), 22 maart 1966) is een voormalige Portugese langeafstandsloper. Hij nam deel aan vier achtereenvolgende Olympische Spelen, te beginnen in 1988.

## Loopbaan
Als fietser maakte Pinto in 1986 de overstap naar het lopen. In slechts drie jaar tijd bereikte hij de finale van de Olympische Spelen in 1988. Hij maakte zijn debuut op de marathon in Capri met een bescheiden zevende plaats in 2:12.39. Hij won ook de 20 km van Parijs in 1989 (58.46) en 1991 (59.28).
Op de Europese kampioenschappen in 1998 in Boedapest won António Pinto een gouden medaille op de 10.000 m in een tijd van 27.48,62. Op de wereldkampioenschappen in 1999 in Sevilla werd hij op dezelfde afstand vijfde, nadat hij eerder dat jaar het Europese record had teruggebracht tot een tijd van 27.12,47.
In 1994 won hij de marathon van Berlijn en in 1992, 1997 en 2000 de marathon van Londen.
Met zijn persoonlijk record op de marathon van 2:06.36 en zes andere finishes onder de 2:09 is Pinto een van de snelste en meest consistente marathonlopers aller tijden.
In 2002 trok hij zich terug uit de topsport. Pinto is getrouwd, heeft twee kinderen en een eigen wijngaard in de buurt van Porto.

## Titels
- Europees kampioen 10.000 m - 1998
- Ibero-Amerikaans kampioen - 1998
- Portugees kampioen 5000 m - 1994, 1999
- Portugees kampioen 15 km - 1991
- Portugees kampioen veldlopen - 1992

## Persoonlijke records
Baan
| Onderdeel | Prestatie     | Datum            | Plaats    |
| --------- | ------------- | ---------------- | --------- |
| 1500 m    | 3.39,25       | 4 juli 1998      | Maia      |
| 3000 m    | 7.41,33       | 21 juli 1999     | Parijs    |
| 5000 m    | 13.02,86 (NR) | 12 augustus 1998 | Zürich    |
| 10.000 m  | 27.12,47 (NR) | 30 juli 1999     | Stockholm |

Weg
| Onderdeel      | Prestatie           | Datum             | Plaats  |
| -------------- | ------------------- | ----------------- | ------- |
| 10 km          | 28.16               | 19 september 1999 | Praag   |
| halve marathon | 1:02.04             | 20 augustus 2000  | Glasgow |
| 20 km          | 59.02 (ex-NR)       | 17 oktober 1993   | Parijs  |
| 30 km          | 1:29.00 (ex-AR; NR) | 14 april 2002     | Londen  |
| marathon       | 2:06.36 (NR)        | 16 april 2000     | Londen  |

## Palmares

### 10.000 m
- 1988: 13e OS - 28.09,53
- 1990: 14e EK - 29.00,00
- 1995: 19e WK - 28.26,42
- 1998:  EK - 27.48,62
- 1999: 5e WK - 28.03,42

### halve marathon
- 2000:  Great Scottish Run - 1:02.04
- 2001: DNS WK in Bristol

### marathon
- 1991: 7e marathon van Capri - 2:12.39
- 1992:  Londen Marathon - 2:10.02
- 1992: DNF OS
- 1994:  marathon van Berlijn - 2:08.31
- 1994:  marathon van Parijs - 2:10.58
- 1994: 9e EK in Helsinki - 2:13.24
- 1995:  Londen Marathon - 2:08.48
- 1995:  marathon van Berlijn - 2:08.57
- 1996:  marathon van Tokio - 2:08.38
- 1996: 14e OS - 2:16.41
- 1997:  Londen Marathon - 2:07.55
- 1998:  Londen Marathon - 2:08.13
- 1998: 13e marathon van Fukuoka - 2:12.28
- 1999:  Londen Marathon - 2:09.00
- 2000:  Londen Marathon - 2:06.36[1]
- 2000: 11e OS - 2:16.17
- 2001:  Londen Marathon - 2:09.36
- 2002: 7e Londen Marathon - 2:09.10

### veldlopen
- 1987: 104e WK (lange afstand) - 38.43
- 1988: 100e WK (lange afstand) - 37.39
- 1989:  Cross van Hannuit
- 1990: 35e WK (lange afstand) - 35.27
- 1992: 25e WK (lange afstand) - 37.57
- 1994: 8e EK - 28.12
- 2000: 22e WK (lange afstand) - 36.30